# فخرآباد (تبریز)
فخرآباد یکی از روستاهای استان آذربایجان شرقی ایران است که در دهستان آجی‌چای بخش مرکزی شهرستان تبریز واقع شده‌است.

## جمعیت
بر اساس نتایج سرشماری سال ۱۳۹۵ منتشر شده در سایت مرکز آمار ایران، روستای فخرآباد خالی از سکنه می‌باشد.